# Croton jansii
Espèce
Croton jansii est une espèce de plantes à fleurs du genre Croton et de la famille des Euphorbiaceae, présente en République démocratique du Congo.